# Tenochtitlán (kommun)
Tenochtitlán är en kommun i Mexiko.   Den ligger i delstaten Veracruz, i den sydöstra delen av landet, 230 km öster om huvudstaden Mexico City. Antalet invånare är 4 995. Arean är 82 kvadratkilometer.
Terrängen i Tenochtitlán är bergig söderut, men norrut är den kuperad.
Följande samhällen finns i Tenochtitlán:
- Tenochtitlán
- Cuauhtémoc
- El Porvenir
- La Defensa
- Trojillas
- Tonalmil
- La Cañada
- La Unión
- Tetlepanquetzalt
- Barrio del Café